# Chiesa di San Niccolò (Ripatransone)
La chiesa di San Niccolò è una chiesa sussidiaria di Ripatransone, in provincia di Ascoli Piceno. Appartiene alla diocesi di San Benedetto del Tronto-Ripatransone-Montalto e risale al XIII secolo.
L'attuale chiesa di San Niccolò ha come titolare principale Santa Maria della Valle, il titolo di San Niccolò gli venne aggiunto quando vi fu spostata la sede dell'omonima parrocchia e l'antica Pieve sconsacrata.
È sede della confraternita del Santissimo Sacramento di San Niccolò detta del Gonfalone, una delle cinque della città.

## Storia

### Santa Maria della Valle (dal XX secolo anche di San Niccolò)
Il vescovo di Fermo Filippo III in un documento del 1291 che porta la sua firma cita un primo edificio sacro esistente sul sito sin dalla fine del XIII secolo o dall'inizio del secolo successivo. Nel 1571 la parrocchia di Santa Maria della Valle venne soppressa e accorpata a quella di San Niccolò (con sede nell'omonima Pieve) da papa Pio V che elevò la città a sede vescovile. Nel 1605 l'edificio venne ceduto alla locale Compagnia di Monte Antico. A cavallo tra il XIX e il XX secolo la chiesa della Valle prese anche il nome di San Niccolò essendo divenuta sede dell'omonima parrocchia. Entro la fine dell'Ottocento la chiesa venne riedificata e i lavori vennero ultimati solo tra il 1903 e il 1904 con la costruzione della facciata e il rifacimento degli interni. La torre campanaria fu costruita quasi vent'anni dopo, conclusa la prima guerra mondiale. Nella seconda metà del XX secolo l'edificio fu oggetto di nuovi interventi di restauro conservativo.

### Antica Pieve di San Niccolò (Sconsacrata)
Della fondazione della Chiesa non si hanno tracce scritte, causa un incendio dell'archivio. L'abside risale al IX secolo (al tempo della fondazione dei castelli Ripani), ciò la rende la più antica chiesa della Città. Il nome originale era Pieve dei SS. Dionisio, Rustico ed Eleuterio ed aveva tre navate, il nome San Niccolò fu aggiunto e posto per primo nel XV secolo. Nello stesso secolo vennero fatti importanti lavori lavori di restauro. Nel 1571 Papa Pio V con l'elevazione a Città e Diocesi, sopprime e accorpa molte parrocchie, ne rimangono attive solo quattro tra cui la Pieve di San Niccolò. Alla fine del XIX secolo la sede parrocchiale venne spostata e la Chiesa fu sconsacrata. Nel secolo successivo venne venduta e resa Padronale.

## Descrizione

### Esterni
La facciata è semplice in stile neoclassico con grande frontone timpanato sostenuto da quattro lesene. L'ingresso architravato è arricchito dal timpano curvo. La torre campanaria si alza in posizione arretrata, è in mattoni a vista e la sua cella ha tre campane.

### Interni
La pianta è a croce latina ed ampliata dalle due cappelle laterali. Sopra l'ingresso, in controfacciata, si trova la cantoria con l'organo a canne. Il presbiterio è leggermente rialzato. Sulla destra è presente una cappella dedicata alla Madonna di Lourdes  e sulla sinistra un presepe fisso realizzato da Cleto Capponi.

### Pieve di San Niccolò
Sorge sulla sommità dell'omonimo colle che sovrasta la città. Il suo abside sembra risalire al IX secolo, ciò la rende la più antica chiesa di Ripatransone. Il portale in arenaria e il campanile risalgono al XV secolo. Fu chiesa parrocchiale fino alla fine del XIX secolo quando iniziò il trasferimento della sede parrocchiale in Santa Maria della Valle, quando quest'ultima fu ultimata venne sconsacrata e resa padronale.

### Santa Maria della Valle
L'antica pieve di San Niccolò era stata costruita in posizione elevata sulla cittadina, e quando venne soppressa per spostare la sede parrocchiale venne scelta Santa Maria della Valle (il nome era stato scelto per la sua costruzione in un punto più basso e in corrispondenza di un piccolo avvallamento  tra due colli).Santa Maria è stata quindi completamente ricostruita in stile neoclassico entro il XX secolo. Nel 1903 è stata ultimata la facciata, nel 1904 l'interno, nel 1921 è stato eretto il campanile e poi, negli ultimi anni del secolo è stata nuovamente restaurata.